# Atletism la Jocurile Olimpice de vară din 2024 - 20 km marș (masculin)

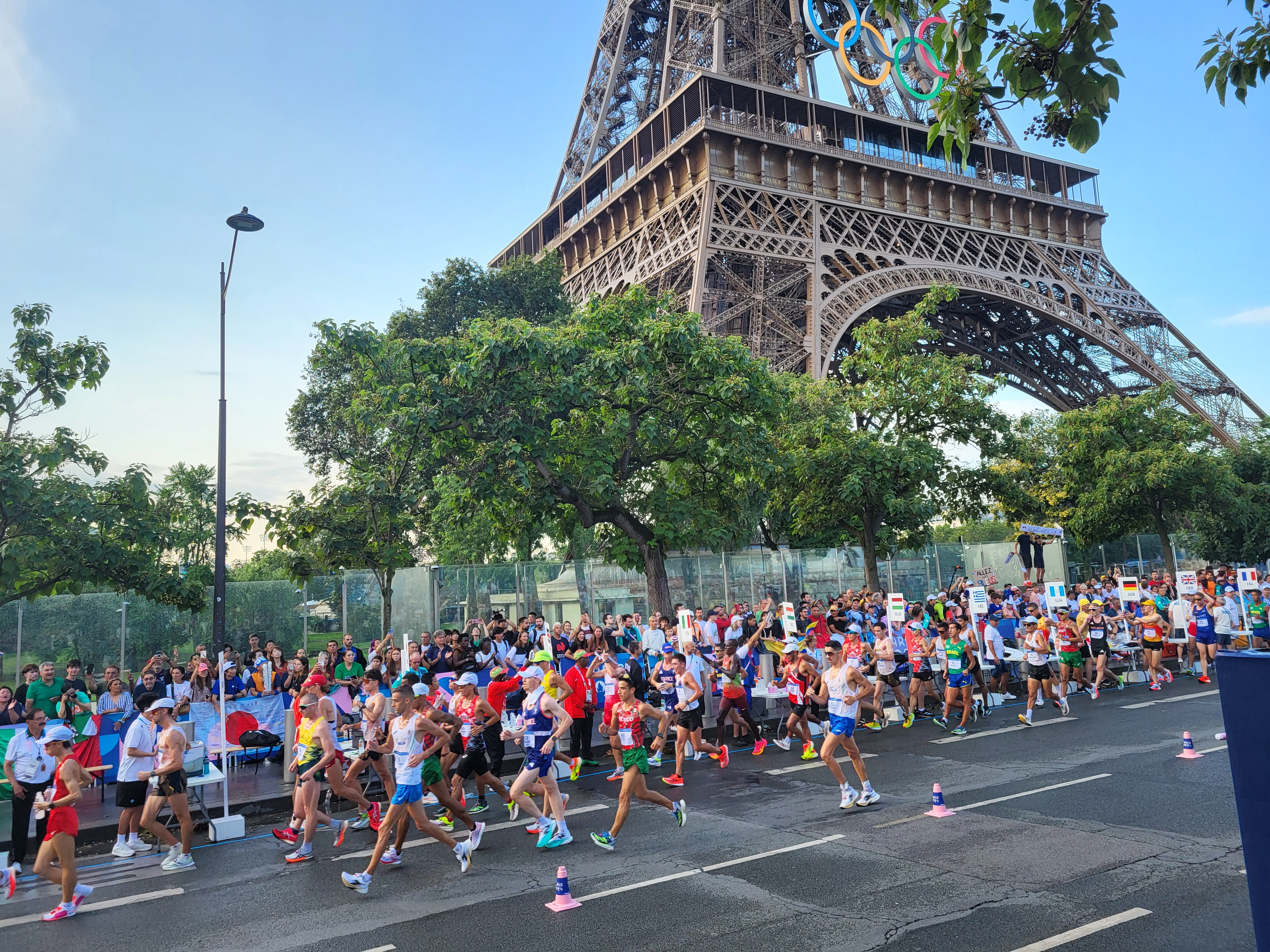
20 km marș masculin

Proba de atletism 20 km marș masculin de la Jocurile Olimpice de vară din 2024 a avut loc pe 1 august 2024 pe străzile Parisului. Sosirea a avut loc pe Stade de France.

## Recorduri
Înaintea acestei competiții, recordurile mondiale și olimpice erau următoarele:
| Record  | Atlet               | Timp    | Loc                    | Data           |
| ------- | ------------------- | ------- | ---------------------- | -------------- |
| Mondial | Yusuke Suzuki (JPN) | 1:16:36 | Nomi, Japonia          | 15 martie 2015 |
| Olimpic | Chen Ding (CHN)     | 1:18.46 | Londra, Marea Britanie | 4 august 2012  |

## Program
Orele sunt ora Franței (UTC+1) 
| Data               | Oră   | Etapă  |
| ------------------ | ----- | ------ |
| Joi, 1 august 2024 | 07:30 | Finala |

### Rezultate
| Loc | Nume                        | Țară           | Timp          | Timp față de câștigător | Note |
| --- | --------------------------- | -------------- | ------------- | ----------------------- | ---- |
| 1   | Brian Pintado               | Ecuador        | 1:18:55       |                         |      |
| 2   | Caio Bonfim                 | Brazilia       | 1:19:09       | +0:14                   | ~~   |
| 3   | Álvaro Martín               | Spania         | 1:19:11       | +0:16                   |      |
| 4   | Massimo Stano               | Italia         | 1:19:12       | +0:17                   |      |
| 5   | Evan Dunfee                 | Canada         | 1:19:16       | +0:21                   |      |
| 6   | Misgana Wakuma              | Etiopia        | 1:19:31       | +0:36                   | ~ RN |
| 7   | Koki Ikeda                  | Japonia        | 1:19:41       | +0:46                   |      |
| 8   | Yuta Koga                   | Japonia        | 1:19:50       | +0:55                   | ~~   |
| 9   | Aurélien Quinion            | Franța         | 1:19:56       | +1:01                   | PB   |
| 10  | Zhang Jun                   | China          | 1:19:56       | +1:01                   | ~~   |
| 11  | Declan Tingay               | Australia      | 1:19:56       | +1:01                   | ~ SB |
| 12  | Rhydian Cowley              | Australia      | 1:20:04       | +1:09                   |      |
| 13  | Noel Chama                  | Mexic          | 1:20:19       | +1:24                   |      |
| 14  | Ricardo Ortiz               | Mexic          | 1:20:27       | +1:32                   |      |
| 15  | David Hurtado               | Ecuador        | 1:20:30       | +1:35                   |      |
| 16  | Callum Wilkinson            | Marea Britanie | 1:20:31       | +1:36                   |      |
| 17  | Paul McGrath                | Spania         | 1:20:32       | +1:37                   |      |
| 18  | Ryo Hamanishi               | Japonia        | 1:20:33       | +1:38                   | ~    |
| 19  | Christopher Linke           | Germania       | 1:20:35       | +1:40                   |      |
| 20  | Francesco Fortunato         | Italia         | 1:20:38       | +1:43                   | ~    |
| 21  | Perseus Karlström           | Suedia         | 1:21:05       | +2:10                   |      |
| 22  | Samuel Gathimba             | Kenya          | 1:21:26       | +2:31                   | ~ SB |
| 23  | Leo Köpp                    | Germania       | 1:21:36       | +2:41                   |      |
| 24  | Gabriel Bordier             | Franța         | 1:21:40       | +2:45                   |      |
| 25  | Jordy Rafael Jiménez Arrobo | Ecuador        | 1:21:44       | +2:49                   |      |
| 26  | Luis Henry Campos           | Peru           | 1:22:00       | +3:05                   | SB   |
| 27  | Artur Brzozowski            | Polonia        | 1:22:11       | +3:16                   | ~    |
| 28  | Max Batista                 | Brazilia       | 1:22:16       | +3:21                   | ~    |
| 29  | Maher Ben Hlima             | Polonia        | 1:22:34       | +3:39                   |      |
| 30  | Vikash Singh                | India          | 1:22:36       | +3:41                   |      |
| 31  | Li Yandong                  | China          | 1:22:46       | +3:51                   | ~    |
| 32  | Veli-Matti Partanen         | Finlanda       | 1:22:56       | +4:01                   | >    |
| 33  | Diego García Carrera        | Spania         | 1:23:10       | +4:15                   |      |
| 34  | Dominik Černý               | Slovacia       | 1:23:25       | +4:30                   |      |
| 35  | Kyle Swan                   | Australia      | 1:23:32       | +4:37                   |      |
| 36  | Wang Zhaozhao               | China          | 1:23:40       | +4:45                   | ~    |
| 37  | Paramjeet Singh Bisht       | India          | 1:23:48       | +4:53                   | ~    |
| 38  | José Alejandro Barrondo     | Guatemala      | 1:24:17       | +5:22                   | ~    |
| 39  | Matheus Corrêa              | Brazilia       | 1:24:25       | +5:30                   | ~>~  |
| 40  | Ihor Hlavan                 | Ucraina        | 1:24:52       | +5:57                   | ~>~  |
| 41  | Riccardo Orsoni             | Italia         | 1:25:08       | +6:13                   | >    |
| 42  | Choe Byeong-kwang           | Coreea de Sud  | 1:26:15       | +7:20                   | ~    |
| 43  | Érick Bernabe Barrondo      | Guatemala      | 1:26:19       | +7:24                   | ~~~  |
| 44  | Máté Helebrandt             | Ungaria        | 1:27:17       | +8:22                   | ~~   |
| 45  | Salih Korkmaz               | Turcia         | 1:29:05       | +10:10                  | SB   |
| 46  | Bence Venyercsán            | Ungaria        | 1:29:14       | +10:19                  | ~~>  |
| —   | César Rodríguez             | Peru           | nu a terminat | nu a terminat           | ~~   |
| —   | Akshdeep Singh              | India          | nu a terminat | nu a terminat           |      |
| —   | José Luis Doctor            | Mexic          | descalificat  | descalificat            | ~~~~ |